# Lohr
Lohr es una localidad y comuna francesa, situada en el departamento del Bajo Rin, en la región de Alsacia.
La comuna está ubicada en los límites del Parque natural regional de los Vosgos del Norte.
Limita al noreste con Petersbach, al este con la Petite-Pierre, al sureste con Schœnbourg, al sur con Bust y al noroeste con Ottwiller, por lo que se sitúa en la zona franco-renana.

## Demografía
| 525 | 537 | 548 | 513 | 478 | 522 |
| Para los censos de 1962 a 1999 la población legal corresponde a la población sin duplicidades (Fuente: INSEE [Consultar]) |     |     |     |     |     |